# Roberto Rossi Precerutti
Roberto Rossi Precerutti (Torino, 8 giugno 1953) è un poeta, scrittore e saggista italiano.

## Biografia
Roberto Rossi Precerutti è nato a Torino da una famiglia piemontese di antica origine, i Rossi dalla Manta, al cui ramo fiorentino appartenne Ernesto Rossi, illustre figura dell'antifascismo e autore, insieme con Altiero Spinelli, del "Manifesto di Ventotene".
Dopo aver soggiornato per alcuni periodi a Parigi, si è laureato in Lettere presso l'Università di Torino con una tesi di Istituzioni medievali (relatore Giuseppe Sergi) e ha fondato, nel 1980, le edizioni L'arzanà. Al suo esordio poetico costituito dalla raccolta Entrebescar (1982) hanno fatto seguito Falso paesaggio (1984), Anagrammi (1988), Musiche da cantar solo (1994).
Negli anni Novanta, Rossi Precerutti ha dato inizio ad un'intensa collaborazione con Nicola Crocetti, nella cui rivista Poesia sono comparsi suoi contributi poetici e critici e numerose traduzioni dal francese, dal provenzale, dal catalano e dallo spagnolo. 
Crocetti è anche l'editore delle seguenti raccolte poetiche di Rossi Precerutti: Una meccanica celeste (2000, Premio Lorenzo Montano 2001), Elogi di un disperso mattino (2003), Rovine del cielo (2005, Premio Mondello 2006; Premio Val di Comino 2009), La legge delle nubi (2012), Rimarrà El Greco (2015, finalista Premio Viareggio 2015).
Sempre da Crocetti sono uscite le antologie Le più belle poesie di Stéphane Mallarmé (1994), Le più belle poesie di Arthur Rimbaud (1995), Torino art nouveau e crepuscolare (2006).
Rossi Precerutti ha inoltre pubblicato la suite Lezioni di tenebre su Nuovi Argomenti (n.7, Mondadori 1999), la silloge poetica Spose celesti (2006) e l'antologia  Poeti per Torino (2008) presso l'editore milanese Viennepierre, le plaquettes L'intimità della luce(2008) e Maniere d'abisso (2013) per l'editore luganese Alla chiara fonte,  la raccolta di trovatori provenzali Midons (2010) per Enrico Casaccia.
Tra le altre sue raccolte poetiche: Vinse molta bellezza (Neos Edizioni 2015), Domenica delle fiamme (Aragno, 2016), Fatti di Caravaggio (Aragno 2016, finalista Premio Viareggio 2017), Un sogno di Borromini (puntoacapo edizioni 2018), Un impavido sonno (Aragno 2019, finalista Premio Viareggio 2019, Premio Il Meleto di Guido Gozzano 2021),Verità irraggiungibile di Caravaggio (Neos Edizioni 2020, finalista Premio Viareggio 2020), Il sogno del cavaliere (Neos Edizioni 2021, finalista Premio Guido Gozzano), Genio dell'infanzia cattolica (Aragno 2021), Lo sgomento della grazia (Neos edizioni 2022).
Nel 2012, per il gruppo Rizzoli - Corriere della Sera, Roberto Rossi Precerutti ha curato alcune antologie di poeti francesi: Arthur Rimbaud, Il sublime visionario; Stéphane Mallarmé, Una rosa cinta di tenebre; Jacques Prévert, Canzone del mese di maggio; Guillaume Apollinaire, Parole mutate in stelle.
È presente in alcune antologie, tra cui Canone inverso. Anthology of Contemporary Italian Poetry, a cura di Pietro Montorfani, Gradiva Publications, Stony Brook, New York, 2014.
Dirige la collana La Mandetta del marchio torinese Neos edizioni, per la quale ha curato, tra l'altro, l'edizione dei testi teatrali La caccia, Nella tana di Luigi Lo Cascio (2012), Ades. Tetralogia del sottosuolo di Giancarlo Pontiggia (2017), e ha promosso la ripubblicazione dei poeti crepuscolari Nino Oxilia ( 2014) e Giulio Gianelli( 2016).
È socio della Fondazione "Ernesto Rossi-Gaetano Salvemini" di Firenze, con il patrocinio della quale ha pubblicato il saggio O poca nostra nobiltà di sangue. Le rimosse origini piemontesi di Ernesto Rossi (Neos edizioni 2020). Presso quest'ultimo editore sono uscite un'altra opera di carattere storico, San Giacomo di Stura. Un monastero medievale alle porte di Torino (2021), le traduzioni dei Sonetti funebri di Luis de Gongora (2023) e del Bestiario o Corteggio di Orfeo di Guillaume Apollinaire (2024) la raccolta di versi Voci per un'ingannevole pace (2024). Per le edizioni milanesi MC, nel 2024, è apparsa la silloge poetica Lungo fiumi di luce.

## Opere
- Karlsplatz, con disegni di Gianni Baretta, Edizioni del Piombino, 1981
- Entrebescar, Forum, 1982
- Falso paesaggio, Books&Video 1984
- Arie e maniere, con tavole di Nadir Montagnana, Il Tre per Uno, 1986
- Anagrammi, L'arzanà, 1988
- Cesare Gonzaga, Rime inedite (cura), L'arzanà, 1989
- Apocrifi foscoliani, con disegni di Eugenio Comencini, L'arzanà, 1989
- Due elogi d'ermi e lago, con un ritratto di Sandro Sinigaglia di Eugenio Comencini, L'arzanà, 1990
- Sandro Sinigaglia, Breve anàmnesi (cura), L'arzanà, 1991
- Giacomo Leopardi, Traduzione del libro secondo della Eneide (cura), L'arzanà, 1991
- Stéphane Mallarmé, Photographies, con Torsi ed acque di Valerio Righini (traduzione e cura), L'arzanà, 1992
- Le più belle poesie di Stéphane Mallarmé (traduzione e cura), Crocetti, 1994
- Musiche da cantar solo, Cens, 1994 ISBN 8880780670
- Stéphane Mallarmé, Ventagli. Fotografie, con Torsi e acque, disegni di Valerio Righini (traduzione e cura), Edizioni Angolo Manzoni, 1994
- Le più belle poesie di Arthur Rimbaud (traduzione e cura), Crocetti, 1995
- Edoardo Calandra, Juliette (cura), Ananke, 1995
- Bons chevaliers font bons princes. Costumi cortesi, affreschi, fantasmi nel Palazzo Zoppi di Cassine, L'arzanà nuovo, 1996
- Una meccanica celeste, Crocetti, 2000 ISBN 8883060164
- Stella del perdono, con Perì physeos, otto variazioni di Roberto Demarchi, Edizioni Angolo Manzoni, 2002
- Elogi di un disperso mattino, Crocetti, 2003 ISBN 8883061012
- Come sonno dentro un nido di fiamme, Château de Rosemonde, 2003
- Roberto Demarchi, Perì physeos. Della Natura (cura), Crocetti, 2003
- Sestina d'anima e stella, con tre litografie di Gian Carlo De Leo, Chateau de Rosemonde, 2004
- Rovine del cielo, Crocetti, 2005 ISBN 9788883061448
- Spose celesti, viennepierre, 2006
- Torino art nouveau e crepuscolare (cura), Crocetti, 2006
- Rose. Per Luigi Lo Cascio e Desideria Rayner, Crocetti, 2006
- Dentro la luce. Venti variazioni sul film Luce dei miei occhi  di Giuseppe Piccioni, Weber&Weber, 2008
- L'intimità della luce, alla chiara fonte, 2008
- Poeti per Torino (cura), viennepierre, 2008
- Luigi Lo Cascio, La caccia. Nella tana (cura), viennepierre, 2009
- Nella rada del cuore, con un disegno di Giovanni Tamburelli, Edizioni Pulcinoelefante, 2009
- Perché, con un disegno di Giovanni Tamburelli, Edizioni Pulcinoelefante, 2010
- Midons. Le più belle poesie dei Trovatori (traduzione e cura), Enrico Casaccia, 2010
- La legge delle nubi, Crocetti, 2012 ISBN 9788883062377
- Luigi Lo Cascio, La caccia. Nella tana (cura), Neos Edizioni, 2012
- Stéphane Mallarmé, Una rosa cinta di tenebre (traduzione e cura), Rizzoli-Corriere della Sera, 2012
- Arthur Rimbaud, Il sublime visionario (traduzione e cura), Rizzoli-Corriere della Sera, 2012
- Guillaume Apollinaire, Parole mutate in stelle (cura), Rizzoli-Corriere della Sera, 2012
- Jacques Prévert, Canzone del mese di maggio (cura), Rizzoli-Corriere della Sera, 2012
- Maniere d'abisso, alla chiara fonte, 2013
- Corpi in sogno, Château de Rosemonde, 2014
- Profili e voci. Omaggio a Neila Massarotti, viennepierre, 2015
- Rimarrà El Greco, Crocetti, 2015 ISBN 8883062914
- Vinse molta bellezza , Neos Edizioni, 2015 ISBN 978-88-6608-175-3
- Domenica delle fiamme, Aragno, 2016 ISBN 978-88-8419-706-1
- Fatti di Caravaggio, Aragno, 2016 ISBN 8884198232
- Un sogno di Borromini, puntoacapo, 2018
- Arthur Rimbaud, Poesie (traduzione e cura), Rizzoli-Corriere della Sera, 2019
- Un impavido sonno, Aragno, 2019
- Verità irraggiungibile (Un sogno di Caravaggio), Tallone Editore, 2019
- Verità irraggiungibile di Caravaggio, Neos Edizioni, 2020
- O poca nostra nobiltà di sangue. Le rimosse origini piemontesi di Ernesto Rossi, Neos Edizioni, 2020
- Il sogno del cavaliere, Neos Edizioni, 2021
- Genio dell'infanzia cattolica, Aragno, 2021
- San Giacomo di Stura. Un monastero medievale alle porte di Torino. Secoli XII-XIII, Neos Edizioni, 2021
- Lo sgomento della grazia, Neos Edizioni, 2022
- Nel tempo grande (con dieci tavole di Giulia Napoleone), 2022
- Ezra Pound in Santa Maria Formosa (con una tavola di Giulia Napoleone), Edizioni L'Obliquo, 2023
- Luis de Góngora, Sonetti funebri (cura e traduzione), Neos Edizioni, 2023
- Voci per un'ingannevole pace, Neos Edizioni, 2024
- Lungo fiumi di luce, MC Edizioni, 2024
- Guillaume Apollinaire, Il Bestiario o Corteggio d'Orfeo (cura e traduzione), Neos Edizioni, 2024

## Premi
- Premio Ceva (poesia singola) - 1984.
- Premio Speciale Ceva Poesia '89 - 1989.
- Premio Lorenzo Montano, per Una meccanica celeste - 2001.
- Premio Mondello, per Rovine del cielo - 2006.
- Premio Val di Comino, per Rovine del cielo - 2009.
- Premio Il Meleto di Guido Gozzano, per "Un impavido sonno" - 2021